# Stazione meteorologica di Padova Aeroporto
La stazione meteorologica di Padova Aeroporto è la stazione meteorologica di riferimento relativa alla città di Padova. 
La stazione dopo vent'anni di inattività ha ripreso le rilevazioni nel 2010 con l'emissione di SYNOP dalla nuova stazione automatica DCP e dal 24 luglio 2012 con l'emissione di METAR dalla nuova stazione aeroportuale presidiata.

## Caratteristiche
La stazione meteorologica presidiata, gestita dall'ENAV e contrassegnata dal codice ICAO LIPU, si trova nell'area climatica dell'Italia nord-orientale, nel Veneto, nel comune di Padova, presso l'aeroporto di Padova, a 14 metri s.l.m. e alle coordinate geografiche 45°23′42.78″N 11°51′00.8″E.
Originariamente, la stazione meteorologica sinottica era presidiata e contrassegnata dal codice WMO 16095 fino alla sua dismissione del 1991; in seguito, a partire dal 2010, è stata riattivata una stazione meteorologica automatica DCP contrassegnata dal codice WMO 16582, situata a 15 metri s.l.m..

## Medie climatiche ufficiali

### Dati climatologici 1961-1990
In base alla media trentennale di riferimento 1961-1990, ancora in uso per l'Organizzazione meteorologica mondiale e definita Climate Normal (CLINO), la temperatura media del mese più freddo, gennaio, si attesta a +2,2 °C, quella del mese più caldo, luglio, è di +23,0 °C. Nel medesimo trentennio, la temperatura minima assoluta ha toccato i -19,2 °C nel gennaio 1985 (media delle minime assolute annue di -8,4 °C), mentre la massima assoluta ha fatto registrare i +36,4 °C nel luglio 1983 (media delle massime assolute annue di +33,6 °C). Mediamente, si contano 60 giorni di gelo all'anno.
La nuvolosità media annua si attesta a 4,2 okta, con minimo di 3 okta a luglio e massimo di 5,3 okta a novembre.
Le precipitazioni medie annue, distribuite in modo irregolare con un minimo relativo invernale, si attestano a 846 mm e sono distribuite mediamente in 84 giorni di pioggia.
L'umidità relativa media annua si attesta al valore di 72,6 % con minimo di 68 % a luglio e massimo di 81 % a dicembre.
L'eliofania assoluta media annua fa registrare il valore di 5,5 ore giornaliere, con minimo di 1,7 ore giornaliere a dicembre e massimo di 9,9 ore giornaliere a luglio.
| Padova Aeroporto (1961-1990)       | Mesi         | Mesi         | Mesi        | Mesi        | Mesi        | Mesi        | Mesi        | Mesi        | Mesi        | Mesi        | Mesi        | Mesi         | Stagioni | Stagioni | Stagioni | Stagioni | Anno  |
| Padova Aeroporto (1961-1990)       | Gen          | Feb          | Mar         | Apr         | Mag         | Giu         | Lug         | Ago         | Set         | Ott         | Nov         | Dic          | Inv      | Pri      | Est      | Aut      | Anno  |
| ---------------------------------- | ------------ | ------------ | ----------- | ----------- | ----------- | ----------- | ----------- | ----------- | ----------- | ----------- | ----------- | ------------ | -------- | -------- | -------- | -------- | ----- |
| T. max. media (°C)                 | 5,7          | 8,8          | 13,1        | 17,5        | 22,4        | 26,0        | 28,4        | 27,9        | 24,5        | 18,8        | 11,5        | 6,5          | 7,0      | 17,7     | 27,4     | 18,3     | 17,6  |
| T. min. media (°C)                 | −1,4         | 0,5          | 3,5         | 7,4         | 11,6        | 15,3        | 17,5        | 16,9        | 13,8        | 8,8         | 3,7         | −0,4         | −0,4     | 7,5      | 16,6     | 8,8      | 8,1   |
| T. max. assoluta (°C)              | 15,2 (1974)  | 22,9 (1990)  | 24,8 (1990) | 28,4 (1962) | 30,5 (1986) | 34,3 (1965) | 36,4 (1983) | 34,9 (1985) | 33,0 (1985) | 28,4 (1962) | 21,9 (1968) | 15,6 (1989)  | 22,9     | 30,5     | 36,4     | 33,0     | 36,4  |
| T. min. assoluta (°C)              | −19,2 (1985) | −13,2 (1963) | −8,2 (1963) | −1,8 (1969) | −1,0 (1962) | 6,0 (1969)  | 9,8 (1965)  | 8,6 (1963)  | 5,2 (1972)  | −1,6 (1965) | −6,9 (1988) | −10,0 (1963) | −19,2    | −8,2     | 6,0      | −6,9     | −19,2 |
| Giorni di gelo (Tmin ≤ 0 °C)       | 19           | 13           | 4           | 0           | 0           | 0           | 0           | 0           | 0           | 0           | 6           | 18           | 50       | 4        | 0        | 6        | 60    |
| Nuvolosità (okta al giorno)        | 5,0          | 4,5          | 4,5         | 4,1         | 3,7         | 3,5         | 3,0         | 3,0         | 3,1         | 3,8         | 5,3         | 5,0          | 4,8      | 4,1      | 3,2      | 4,1      | 4,0   |
| Precipitazioni (mm)                | 70,4         | 56,9         | 67,0        | 68,1        | 78,6        | 88,0        | 64,2        | 79,8        | 58,2        | 65,5        | 86,7        | 62,4         | 189,7    | 213,7    | 232,0    | 210,4    | 845,8 |
| Giorni di pioggia                  | 7            | 6            | 7           | 8           | 9           | 9           | 5           | 6           | 6           | 6           | 8           | 6            | 19       | 24       | 20       | 20       | 83    |
| Umidità relativa media (%)         | 80           | 73           | 69          | 70          | 69          | 70          | 68          | 69          | 71          | 74          | 77          | 81           | 78       | 69,3     | 69       | 74       | 72,6  |
| Eliofania assoluta (ore al giorno) | 2,4          | 3,9          | 4,9         | 5,9         | 7,2         | 8,9         | 10,0        | 9,2         | 6,7         | 4,4         | 2,6         | 2,2          | 2,8      | 6,0      | 9,4      | 4,6      | 5,7   |

## Valori estremi

### Temperature estreme mensili dal 1946 a oggi
Nella tabella sottostante sono riportati i valori delle temperature estreme mensili registrate dal 1946 ad oggi (mancano i dati tra il 1991 e il 2009), con il relativo anno in cui sono state registrate. Nel periodo esaminato, la temperatura minima assoluta ha toccato i -19,2 °C nel gennaio 1985 mentre la massima assoluta ha raggiunto i +39,6 °C nel Giugno 2019
| Padova Aeroporto (1946-2023) | Mesi         | Mesi         | Mesi        | Mesi        | Mesi        | Mesi        | Mesi        | Mesi        | Mesi        | Mesi        | Mesi        | Mesi         | Stagioni | Stagioni | Stagioni | Stagioni | Anno  |
| Padova Aeroporto (1946-2023) | Gen          | Feb          | Mar         | Apr         | Mag         | Giu         | Lug         | Ago         | Set         | Ott         | Nov         | Dic          | Inv      | Pri      | Est      | Aut      | Anno  |
| ---------------------------- | ------------ | ------------ | ----------- | ----------- | ----------- | ----------- | ----------- | ----------- | ----------- | ----------- | ----------- | ------------ | -------- | -------- | -------- | -------- | ----- |
| T. max. assoluta (°C)        | 16,0 (1958)  | 22,9 (1990)  | 24,8 (1990) | 29,4 (1990) | 32,5 (1953) | 39,6 (2019) | 38,3 (2011) | 38,2 (2011) | 34,0 (1949) | 30,2 (2011) | 22,0 (2015) | 16,8 (1985)  | 22,9     | 32,5     | 39,6     | 34,0     | 39,6  |
| T. min. assoluta (°C)        | −19,2 (1985) | −15,4 (1956) | −8,2 (1963) | −1,8 (1969) | 0,8 (1957)  | 4,5 (1953)  | 6,5 (1953)  | 8,6 (1963)  | 5,2 (1972)  | −1,6 (1965) | −6,9 (1988) | −10,0 (1956) | −19,2    | −8,2     | 4,5      | −6,9     | −19,2 |